# توشیهیکو شیموساتو
توشیهیکو شیموساتو (انگلیسی: Toshihiko Shimosato؛ زادهٔ ۲ ژوئن ۱۹۴۶) بازیکن هندبال اهل ژاپن بود.